# Gassabo (distrito)
Gassabo (em quiniaruanda: Gasabo) é um distrito da Ruanda situado na província (intara) de Quigali. De acordo com o censo de 2012, havia 529 561 habitantes. Se divide em 15 setores (imirengues):
| Setor         | Nome nativo | População (2012) |
| ------------- | ----------- | ---------------- |
| Bumbogo       | Bumbogo     | 35 381           |
| Gatsata       | Gatsata     | 37 110           |
| Gicomero      | Gikomero    | 16 625           |
| Gissozi       | Gisozi      | 44 003           |
| Jabana        | Jabana      | 33 577           |
| Jali          | Jali        | 25 057           |
| Caciru        | Kacyiru     | 37 088           |
| Quimiurura    | Kimihurura  | 21 672           |
| Quimironco    | Kimiromko   | 57 430           |
| Quininia      | Kinyinya    | 57 846           |
| Dera / Indera | Ndera       | 41 764           |
| Duba / Induba | Nduba       | 25 370           |
| Remera        | Remera      | 43 279           |
| Russororo     | Rusororo    | 35 453           |
| Rutunga       | Rutunga     | 17 906           |